# Onthophagus ruficapillus
Onthophagus ruficapillus là một loài bọ cánh cứng trong họ Bọ hung (Scarabaeidae).